# Ludden
Ludden – miasto w Stanach Zjednoczonych, w stanie Dakota Północna, w hrabstwie Dickey.